# 勒巴尔卡雷斯
勒巴尔卡雷斯（法語：Le Barcarès，法語發音：[lə baʁkaʁɛs] ⓘ）是法国东比利牛斯省的一个市镇，属于佩皮尼昂区。

## 地理
勒巴尔卡雷斯（42°47'18"N, 3°2'8"E）面积11.65 平方千米，位于法国奧克西塔尼大區东比利牛斯省，该省份为法国大陆部分最南部的省份，涵盖了北加泰罗尼亚，北起奥德省，西接阿列日省和安道尔，南与西班牙接壤，东临地中海。
与勒巴尔卡雷斯接壤的市镇（或旧市镇、城区）包括：勒卡特、圣伊波利特、圣洛朗德拉萨朗克、萨尔斯堡、托雷耶。
勒巴尔卡雷斯的时区为UTC+01:00、UTC+02:00（夏令时）。

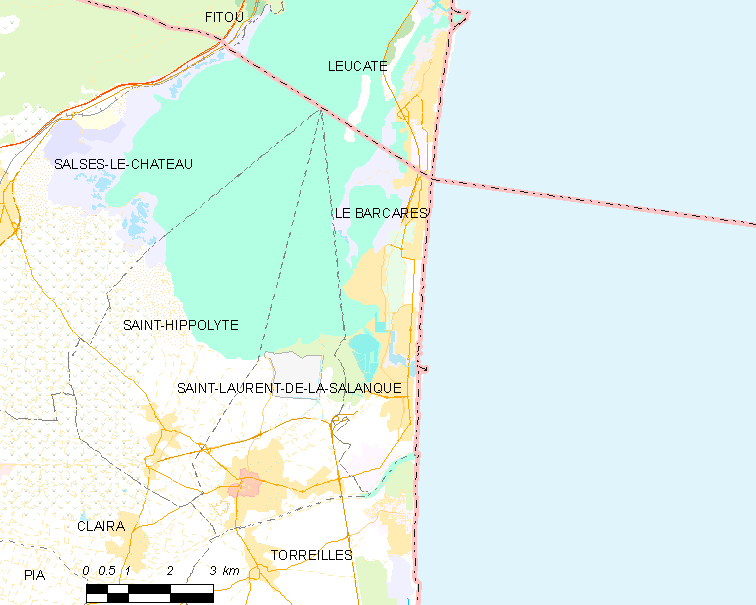
勒巴尔卡雷斯的OSM定位图

## 行政
勒巴尔卡雷斯的邮政编码为66420，INSEE市镇编码为66017。

## 政治
勒巴尔卡雷斯所属的省级选区为萨朗克海岸县。

## 人口

1962-2008年间勒巴尔卡雷斯人口变化图示

勒巴尔卡雷斯于2022年1月1日时的人口数量为6203人。